# Syd for grænsen
|  | Denne artikel er oprettet af botten Steenthbot ud fra en ekstern database. Den kan derfor have sproglige fejl eller mangler. Denne skabelon kan fjernes efter kontrol af indholdet. |

Syd for grænsen er en dansk dokumentarfilm fra 1969 instrueret af Henri Prien.

## Handling
En udpræget dansksindet skildring af det gamle danske land, Sydslesvig i Tyskland, og dets historie.